# Camden (New Jersey)
Camden is een plaats (city) in de Amerikaanse staat New Jersey, en valt bestuurlijk gezien onder Camden County.

## Demografie
Bij de volkstelling in 2000 werd het aantal inwoners vastgesteld op 79.904.
In 2006 is het aantal inwoners door het United States Census Bureau geschat op 79.318, een daling van 586 (-0,7%).

## Geografie
Volgens het United States Census Bureau beslaat de plaats een oppervlakte van
26,8 km², waarvan 22,8 km² land en 4,0 km² water. Camden ligt op ongeveer 21 m boven zeeniveau.

## Plaatsen in de nabije omgeving
De onderstaande figuur toont nabijgelegen plaatsen in een straal van 8 km rond Camden.

## Bekende inwoners van Camden

### Geboren
- Arthur Augustus Zimmerman (1869-1936), wielrenner
- Wayne Dockery (1941-2018), jazzcontrabassist
- Buster Williams (1942), jazzcontrabassist
- Andrea Dworkin (1946-2005), radicaal-feminist en schrijfster
- Sheena Tosta (1982), atlete
- Dexter Darden (1991), acteur

### Overleden
- Charlie Rice (1920-2018), jazzdrummer